# Матія Митрович
Матія Митрович (серб. Матија Митровић; нар. 12 грудня 2004) — сербський футболіст, півзахисник португальського клубу «Віторія» (Гімарайнш).

## Клубна кар'єра
Вихованець клубу «Црвена Звезда». 2019 року приєднався до академії американського «Чикаго Файр». 2021 року перейшов до системи «Вождоваца».
5 квітня 2023 року дебютував в основному складі «Вождоваца» в матчі сербської Суперліги проти «Партизана», вийшовши на заміну Богдану Йочичу. 16 вересня 2023 року в поєдинку Суперліги проти «Младості» забив свій перший гол у професіональній кар'єрі.
19 вересня 2024 року став гравцем клубу «Железнічар» (Панчево). 19 липня дебютував за нову команду в матчі Суперліги проти «Раднички 1923», вийшовши в стартовому складі. 18 серпня 2024 року в поєдинку проти белградського ІМТ забив свій перший гол за «Железнічар».
27 травня 2025 року перейшов у португальський клуб «Віторія» (Гімарайнш), підписавши п'ятирічний контракт. Сума трансферу становила 900 тисяч євро.

## Кар'єра в збірній
В березні 2025 року вперше отримав виклик в збірну Сербії до 21 року для участі в товариському матчі проти збірної Туреччини. 19 листопада в поєдинку з Туреччиною дебютував за молодіжну збірну Сербії.

## Особисте життя
Син колишнього сербського футболіста Марко Митровича. У віці 16 років разом з родиною переїхав в США.

## Статистика виступів
Станом на 1 серпня 2025
| Клуб                 | Сезон             | Чемпіонат         | Чемпіонат | Чемпіонат | Кубок | Кубок | Кубок ліги | Кубок ліги | Єврокубки | Єврокубки | Інші  | Інші | Всього | Всього |
| Клуб                 | Сезон             | Дивізіон          | Матчі     | Голи      | Матчі | Голи  | Матчі      | Голи       | Матчі     | Голи      | Матчі | Голи | Матчі  | Голи   |
| -------------------- | ----------------- | ----------------- | --------- | --------- | ----- | ----- | ---------- | ---------- | --------- | --------- | ----- | ---- | ------ | ------ |
| «Вождовац»           | 2022–23           | Суперліга         | 4         | 0         | 0     | 0     | —          | —          | —         | —         | —     | —    | 4      | 0      |
| «Вождовац»           | 2023–24           | Суперліга         | 30        | 1         | 1     | 1     | —          | —          | —         | —         | —     | —    | 31     | 2      |
| «Вождовац»           | Всього            | Всього            | 34        | 1         | 1     | 1     | 0          | 0          | 0         | 0         | 0     | 0    | 35     | 2      |
| Железнічар (Панчево) | 2024–25           | Суперліга         | 34        | 2         | 0     | 0     | —          | —          | —         | —         | —     | —    | 34     | 2      |
| Віторія (Гімарайнш)  | 2025–26           | Прімейра-ліга     | 0         | 0         | 0     | 0     | 0          | 0          | —         | —         | —     | —    | 0      | 0      |
| Всього за кар'єру    | Всього за кар'єру | Всього за кар'єру | 68        | 3         | 1     | 1     | 0          | 0          | 0         | 0         | 0     | 0    | 69     | 4      |